# La isla transparente
Nuestro Ruiz de Padrón. La isla transparente, es una novela de Manuel Mora Morales, publicada en 2011.

## Descripción
La isla transparente es el primer tomo de una trilogía titulada Nuestro Ruiz de Padrón que narra la biografía de Antonio José Ruiz de Padrón, uno de los principales implicados en la abolición de la Inquisición española, a principios del siglo XIX.
Su personaje principal residió en Filadelfia, en los años en que se redactó la Constitución de los Estados Unidos, siendo amigo personal de Benjamin Franklin y de George Washington. Resultó elegido como diputado por Canarias en las Cortes de Cádiz y, posteriormente, también ejerció de Diputado por Galicia en las Cortes Constitucionales de 1820.